# Caswell
Caswell és una població dels Estats Units a l'estat de Maine (EUA). Segons el cens del 2000 tenia 326 habitants.

## Demografia
Segons el cens del 2000, Caswell tenia 326 habitants, 135 habitatges, i 100 famílies. La densitat de població era de 3 habitants per km².
Dels 135 habitatges en un 25,2% hi vivien nens de menys de 18 anys, en un 60% hi vivien parelles casades, en un 8,9% dones solteres, i en un 25,9% no eren unitats familiars. En el 19,3% dels habitatges hi vivien persones soles el 7,4% de les quals corresponia a persones de 65 anys o més que vivien soles. El nombre mitjà de persones vivint en cada habitatge era de 2,41 i el nombre mitjà de persones que vivien en cada família era de 2,78.
Per edats la població es repartia de la següent manera: un 19,9% tenia menys de 18 anys, un 6,1% entre 18 i 24, un 27,3% entre 25 i 44, un 28,8% de 45 a 60 i un 17,8% 65 anys o més.
L'edat mediana era de 43 anys. Per cada 100 dones de 18 o més anys hi havia 105,5 homes.
La renda mediana per habitatge era de 20.625 $ i la renda mediana per família de 23.000 $. Els homes tenien una renda mediana de 27.500 $ mentre que les dones 21.406 $. La renda per capita de la població era de 13.118 $. Entorn del 16,3% de les famílies i el 19,8% de la població estaven per davall del llindar de pobresa.